# Ischnothrix
Ischnothrix is een ondergeslacht van het insectengeslacht Atarba binnen de familie steltmuggen (Limoniidae).

## Soorten
- A. (Ischnothrix) aetherea (Bigot, 1888)
- A. (Ischnothrix) aprica (Alexander, 1962)
- A. (Ischnothrix) argentinicola (Alexander, 1921)
- A. (Ischnothrix) augusta (Theischinger, 1994)
- A. (Ischnothrix) australasiae (Skuse, 1890)
- A. (Ischnothrix) berthae (Alexander, 1948)
- A. (Ischnothrix) bickeli (Theischinger, 1996)
- A. (Ischnothrix) brevilyra (Alexander, 1966)
- A. (Ischnothrix) brevisector (Alexander, 1935)
- A. (Ischnothrix) capitella (Alexander, 1946)
- A. (Ischnothrix) confluenta (Alexander, 1924)
- A. (Ischnothrix) connexa (Alexander, 1923)
- A. (Ischnothrix) delicatula (Philippi, 1866)
- A. (Ischnothrix) digitifera (Alexander, 1946)
- A. (Ischnothrix) eluta (Edwards, 1923)
- A. (Ischnothrix) fidelis (Alexander, 1929)
- A. (Ischnothrix) geminata (Alexander, 1943)
- A. (Ischnothrix) generosa (Alexander, 1922)
- A. (Ischnothrix) grampiana (Alexander, 1931)
- A. (Ischnothrix) helenae (Alexander, 1948)
- A. (Ischnothrix) ignithorax (Alexander, 1929)
- A. (Ischnothrix) integra (Alexander, 1980)
- A. (Ischnothrix) integriloba (Alexander, 1943)
- A. (Ischnothrix) iyouta (Theischinger, 1994)
- A. (Ischnothrix) lawsonensis (Skuse, 1890)
- A. (Ischnothrix) lloydi (Alexander, 1913)
- A. (Ischnothrix) mathewsi (Alexander, 1931)
- A. (Ischnothrix) melanolyra (Alexander, 1980)
- A. (Ischnothrix) mesocera (Alexander, 1929)
- A. (Ischnothrix) millaamillaa (Theischinger, 1994)
- A. (Ischnothrix) obtusiloba (Alexander, 1944)
- A. (Ischnothrix) patens (Alexander, 1940)
- A. (Ischnothrix) picturata (Alexander, 1929)
- A. (Ischnothrix) polyspila (Alexander, 1971)
- A. (Ischnothrix) rectangularis (Alexander, 1955)
- A. (Ischnothrix) scutellata (Alexander, 1929)
- A. (Ischnothrix) seticornis (Alexander, 1946)
- A. (Ischnothrix) spinituber (Alexander, 1950)
- A. (Ischnothrix) subaequalis (Alexander, 1979)
- A. (Ischnothrix) supplicata (Alexander, 1943)
- A. (Ischnothrix) tenuissima (Alexander, 1929)
- A. (Ischnothrix) thowla (Theischinger, 1994)
- A. (Ischnothrix) verticalis (Alexander, 1929)
- A. (Ischnothrix) voracis (Alexander, 1948)
- A. (Ischnothrix) waylehmina (Theischinger, 1994)
- A. (Ischnothrix) williamsi (Theischinger, 1994)